# ادا، کرویتا
ادا، کرویتا (به لاتین: Ada, Croatia) در کرواسی است که در osijek-baranja county واقع شده‌است.

## خصوصیات
ادا ۱۹۳ نفر جمعیت دارد.